# ذاكرة الأرض
ذاكرة الأرض هي رواية خيال علمي للكاتب الأمريكي أورسون سكوت كارد، صدرت عام 1992. وهو أول كتاب من ملحمة العودة للوطن، يمثل تصوراً فضفاضاً لبضع مئات من السنين الأولى مسجل في كتاب مورمون.

## ملخص الحبكة
عاشت البشرية لمدة 40 مليون سنة على كوكب يسمى هارموني، بعد أن تركت الأرض التي دمرها الصراع البشري. ومن أجل عدم تكرار الأخطاء السابقة، تم ترك جهاز كمبيوتر يعرف باسم أوفرسول كحارس لهذا الكوكب.
كانت مهمته الرئيسية هي منع البشر من تطوير التقنيات التي يمكن أن تجعل الحروب قضية عالمية. لذلك، تم تعديل البشر وراثيًا حتى يتمكنوا من التواصل مع أوفرسول. الذي يشتت انتباه البشر بسهولة عند التفكير في التقنيات المحظورة، مما يؤدي بهم إلى نسيان هذا السيل من الأفكار. ولكن بعد هذا الوقت الطويل، بدأت لعبة أوفرسول بالفشل، واختارت مجموعة من البشر للعودة إلى الأرض بحثاً عن حارس الأرض، على أمل أن تتمكن من إيجاد طريقة للحفاظ على سلطتها على الناس على كوكب هارموني.
تحقيقا لهذه الغاية يجند أوفرسول فوليماك، والد بطل القصة، نافاي الذي بدأ هو وشقيقه إيسيب بمحاولة تحدي قدرة أوفرسول على تجاوز الفكر، ويبدأ نافاي في سماع صوت أوفرسول في ذهنه. يركز الكتاب الأول على خيانة الأسرة في نهاية المطاف، وسقوط الرجل جابالوفيكس، الذي كان يخطط لتحالف مدينة بازيليك، موطن الشخصيات الرئيسية ومكان النصف الأول من كتاب مع أمة ضارة.
نافاي وإليماك ومبكيو الأخ الأكبر غير الشقيق، إسيب ووالده فوليماك، أجبروا في النهاية على مغادرة المدينة. ليعودوا لاسترداد فهرس أوفرسول، والذي يسمح لهم بالتواصل معه مباشرة. بسبب الأخطاء الفادحة التي ارتكبها نافاي ونجاحاته المعجزة، بدأ إيليماك شقيق نافاي الأكبر في كرهه، ويستمر هذا الكره طوال أحداث القصة.

## الشخصيات
الشخصيات المذكورة هنا هي الشخصيات التي يتمثل دورها الأساسي في فيلم ذاكرة الأرض. بالنسبة إلى الشخصيات الأخرى، راجع ملحمة العودة للوطن أو الكتب الفردية.
النفعي
الابن الأصغر لويتشيك فوليماك وراسا بعقد ثانٍ، شقيق إليماك ومبيكيو وإيسيب. نافاي فتى طويل يبلغ من العمر 18 عامًا (14 عامًا في «سنوات الصدغ») يسمع بوضوح صوت أوفيرسول في ذهنه. نفى نافاي وإخوته ووالده من البازيليكا وأجبروا على النزول إلى الصحراء من مؤامرة ماكرة تصورها غابالوفيكس. يحث فوليماك أبنائه الأربعة على العودة إلى البازيليكا واسترداد الفهرس (أداة أو فهرس يستخدم لاسترداد المعلومات من أوفرسول). في وقت لاحق، يواجه نافاي جابالوفيكس ويقطع رأسه تحت طلب أوفرسول.
جابالوفيكس
شقيق أليماك الأكبر (نصف)، ابن حسني من زديدهنوي، ووالد سيفيت وكوكور من قبل راسا. يحاول التحالف مع البازيليكا بوتوكجافان ضد الغوريني (المعروف أيضًا باسم ويتهيدز). والأهم من ذلك، أنه يحاول أن يجر المدينة إلى حرب تتجاوز الكتل الذهنية (الفاشلة) في أوفرسول، ويدمر هيكلها التقليدي الذي تهيمن عليه الإناث بمساعدة جنود مقنعين مجسمًا يجوبون الشوارع. يخطط لمؤامرة لقتل فوليماك الذي يعارضه؛ بعد انسحاب فوليماك وأبنائه إلى الصحراء، أدركوا أنهم بحاجة إلى الفهرس الموجود في حوزة غابالوفيكس. قُتل في النهاية على يد نافاي، الذي سيتألم من هذا الخيار ولن يسامح نفسه أبدًا.
راشغاليفاك
ستيوارد على ثروة ويتشيك. بعد أن شرع فوليماك في سلسلة من الإجراءات التي تبدو غير حكيمة، يتولى راشغالافيك السيطرة على المال. على الرغم من أن نواياه (لحماية أموال ويتشيك، وفقًا لوظيفته) جيدة في الأصل، إلا أنه غارق في قوته الخاصة بعد أن أصبح ويتشيك نفسه أولاً ثم تولى منصب جابالوفيكس. حُطمت قبضته الضعيفة على حراس جابالوفيكس.
حسني
«عمة» فوليماك (امرأة يتم تعيينها لصبي عند بلوغه، لتعليمه الجنس من خلال القدوة)، ومن قبله، والدة إليماك. وهي أيضًا والدة جابالوفيكس التي كتبها زيديدهنوي ، التي لم يتم ذكرها مطلقًا في السلسلة نفسها، وتم الإشارة إليها فقط في مخططات الأنساب. الأطفال الآخرين من حسني من قبل عدة مختلفة (مجهول) الرجال، الذين يقتصر أيضا على المخططات الأنساب المظهر، بسوغال، و آزه، و أوخاي.
Roptat
أحد أكثر ثلاثة رجال نفوذاً في البازيليكا، إلى جانب فوليماك جابالوفيكس. يخطط لجابالوفيكس لقتل روبتات وفوليماك، وتأطير نافاي على الجريمة.
إليماك
الابن البكر لفوليماك ويتشيك لحسني. الأخ غير الشقيق لجابالوفيكس.

## روابط خارجية
- حول رواية موقع ذاكرة الأرض من كارد